# Cunga Palanga
Cunga Palanga é uma vila e comuna angolana que se localiza na província de Malanje, pertencente ao município de Luquembo.